# Coreoperca herzi
Coreoperca herzi är en fiskart som beskrevs av Herzenstein, 1896. Coreoperca herzi ingår i släktet Coreoperca och familjen Percichthyidae. Inga underarter finns listade i Catalogue of Life.